# Фра Карневале
Фра Карневале, Бартоломео ди Джованни Коррадини (итал. Fra Carnevale, Bartolomeo di Giovanni Corradini, ок.1420-1425—1484) — итальянский художник, монах-доминиканец, живописец периода кватроченто. Работал в основном в Урбино (регион Марке на востоке Италии). Один из самых загадочных художников этого периода в Италии. Он упоминается в источниках под разными именами: Бартоломео ди Джованни Коррадини, Бартоломео Коррадини и Фра Карневале. В доминиканском ордене он слыл духовным аскетом, отсюда ироничное прозвание «Carnevale» (Веселье, праздник). Известно только девять работ, которые можно аргументированно отнести к его творчеству. Некоторые известные произведения, как например, Алтарь Монтефельтро, который поступил в Пинакотеку Брера в 1811 году, как работa Фра Карневале, позднее был признан одним из шедевров Пьеро делла Франческа.

## Биография
О жизни Фра Карневале известно крайне мало. Исследователи полагают, что он родился и умер в Урбино, точные даты жизни не известны. Он был учеником феррарского художника Антонио Альберти. В 1445—1446 годах работал в мастерской живописца Филиппо Липпи во Флоренции. В 1449 году вступил в вступил в орден доминиканцев.
Считается, что у Фра Карневале обучался рисунку выдающийся итальянский архитектор Донато Браманте.
Упоминание о «Карновале да Урбино» имеется в «Жизнеописаниях» Джорджо Вазари, который назвал его автором алтаря в церкви Санта-Мария-делла-Белла в Урбино, а также оказавшим влияние на архитектуру Браманте в проекте собора Святого Петра в Ватикане. В «Заметках о мастерах рисунка» Ф. Бальдинуччи Фра Карневале упоминается как имеющий репутацию превосходного мастера в искусстве перспективы. Луиджи Ланци («История живописи в Италии», 1795—1796) отмечал, что «Браманте и Рафаэль изучали его работы, поскольку в Урбино нельзя было найти ничего лучшего».

## Творчество
Самые ранние работы Карневале, созданные с 1445 года во Флоренции, показывают влияние Доменико Венециано. Затем художник уехал в Урбино.
Наиболее известные работы Фра Карневале — «Рождение Девы» (Nascita della Vergine) и «Представление Девы в Храме» (Presentazione della Vergine al Tempio; обе — 1467 год). Они были написаны как части запрестольного образа церкви Santa Maria della Bella в Урбино (c 1644 года зарегистрированы в коллекции кардинала Антонио Барберини). Обе работы в настоящее время находятся в собраниях американских музеях— «Рождение Девы» в Нью-Йорке, в Музее Метрополитен (номер по каталогу 35.121), «Представление Девы в Храме» — в Бостоне, в Музее изящных искусств (номер по каталогу 37.108).
Обе картины выполнены художником с включением деталей повседневной жизни, а в архитектурном фоне можно узнать Замок герцогов Урбинских.
Картина «Идеальный город», часто упоминаемая в книгах по теории и истории городской среды, и хранящаяся в Художественном музее Уолтерса в Балтиморе (США), является одной из трёх картин в похожем стиле и приписывается Фра Карневале. Однако иные исследователи относят картину к творчеству Франческо ди Джорджо Мартини, отчасти из-за большего значения последнего при дворе Урбино и потому, что картина относится к архитектурным темам, которые он упоминает в своём архитектурном трактате (приблизительно в 1482—1486 годах), основанном на ранее опубликованном трактате Леона Баттисты Альберти. Эта картина показывает хорошее знание живописцем архитектуры. Линейная перспектива и детали фасадов зданий в ракурсах нарисованы безупречно.

## Галерея

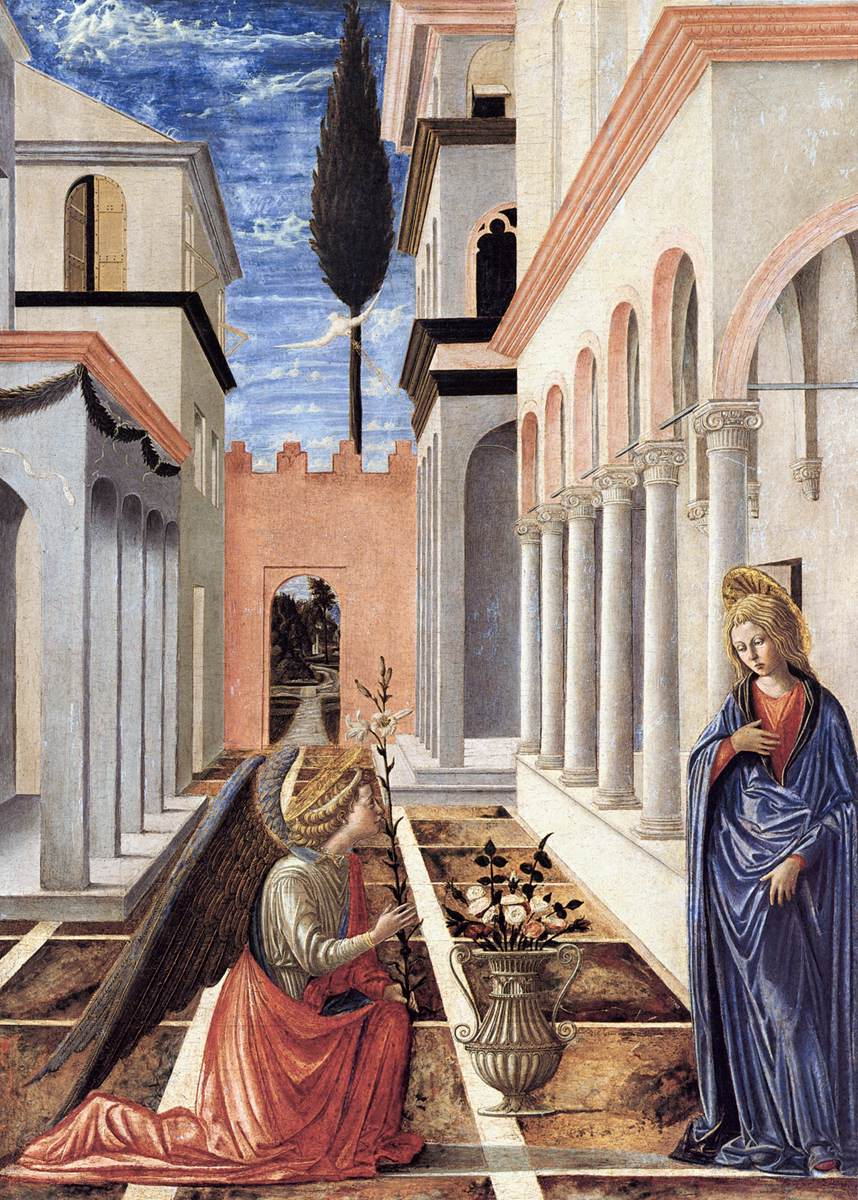
Благовещение. Ок. 1448. Дерево, темпера, масло. Национальная галерея искусства, Вашингтон
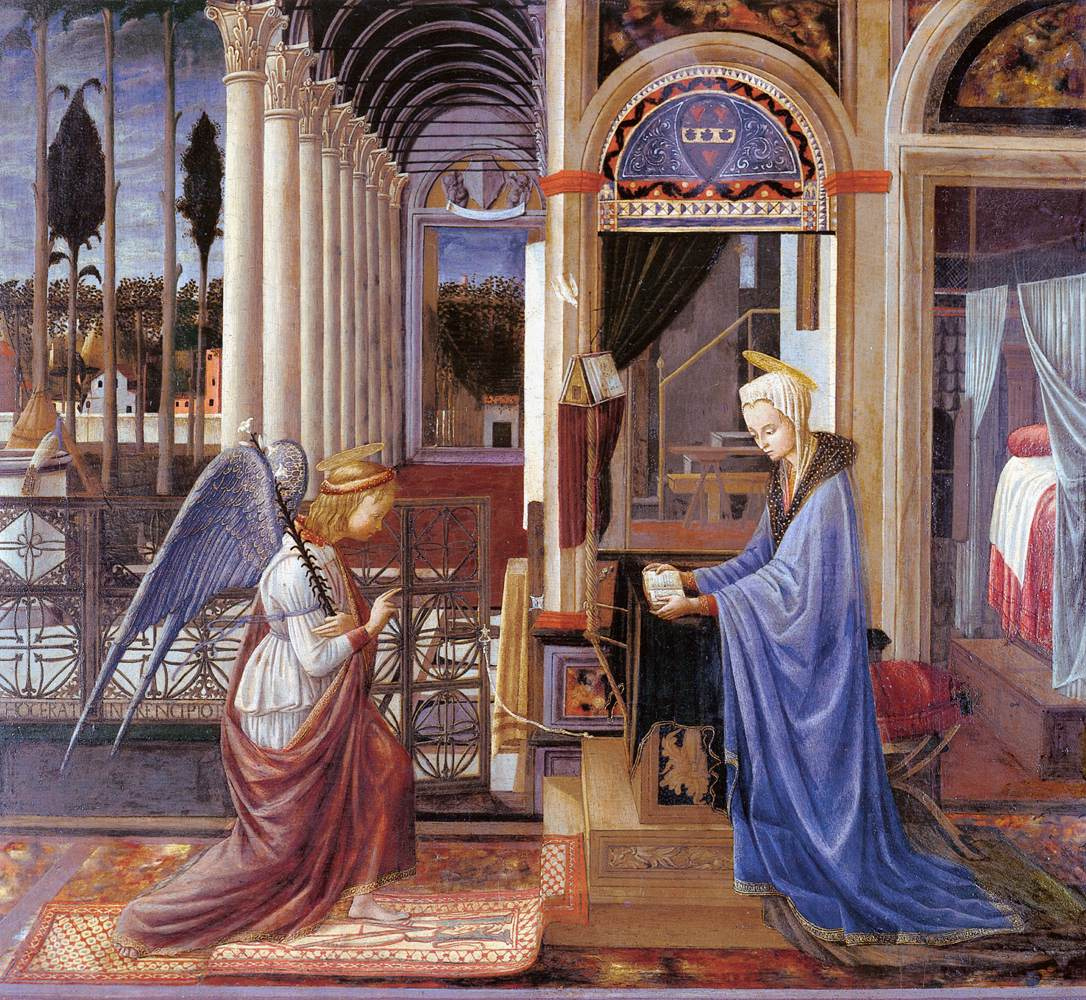
Благовещение. Между 1445 и 1450. Дерево, темпера, золочение. Старая Пинакотека, Мюнхен
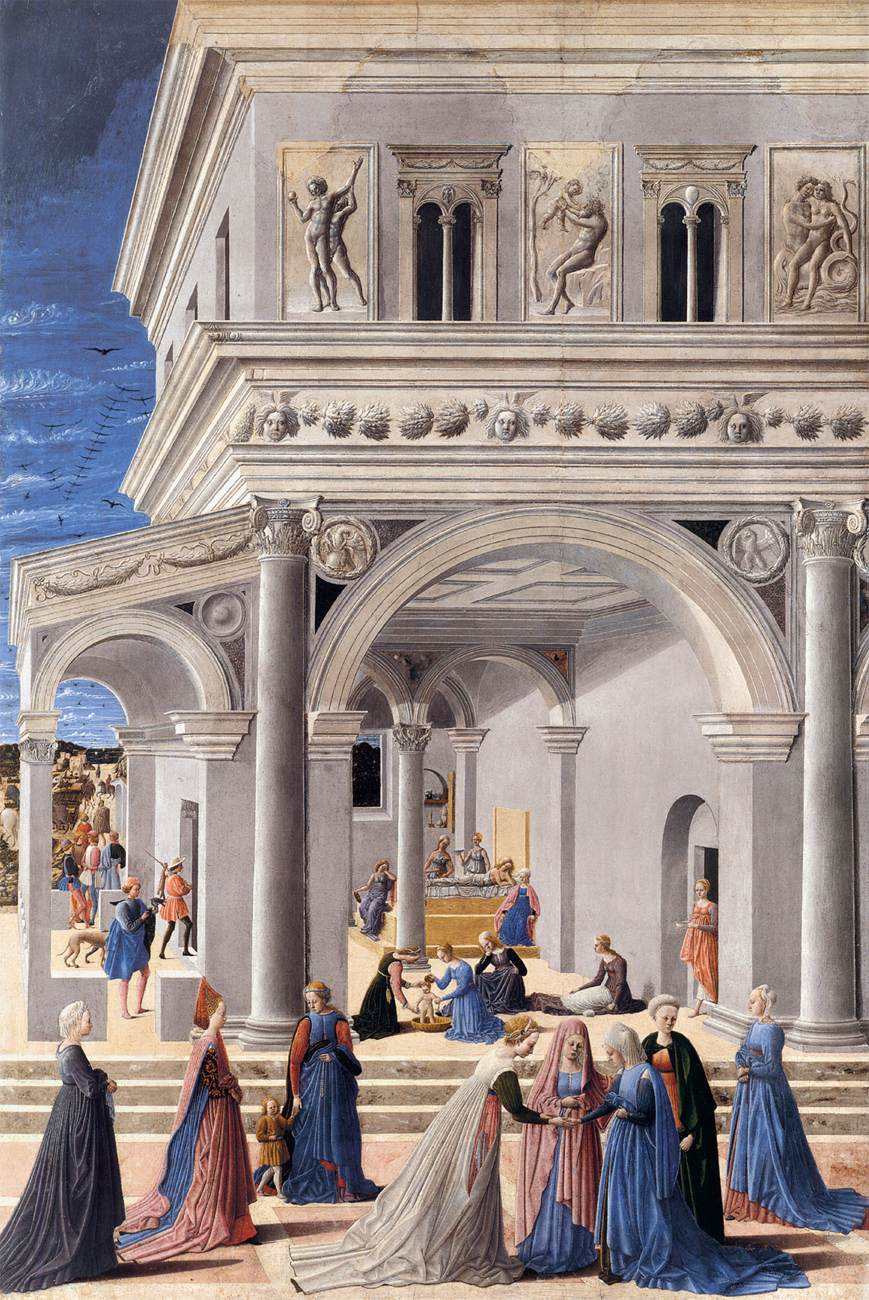
Рождение Девы (Рождество Богоматери). 1467. Дерево, темпера, масло. Метрополитен-музей, Нью-Йорк
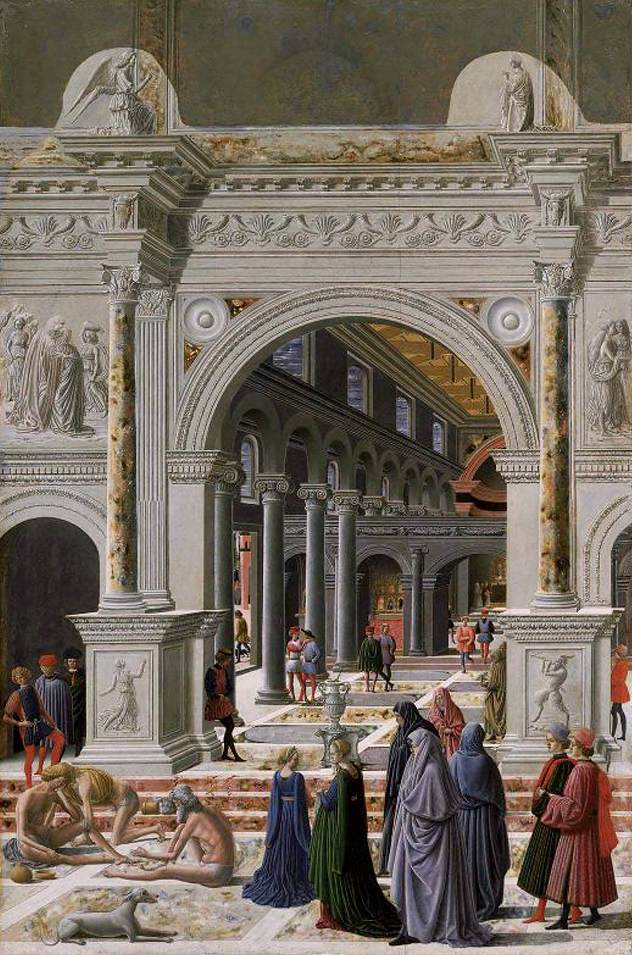
Представление Девы в Храме. 1467. Дерево, темпера, масло. Музей изящных искусств, Бостон, США
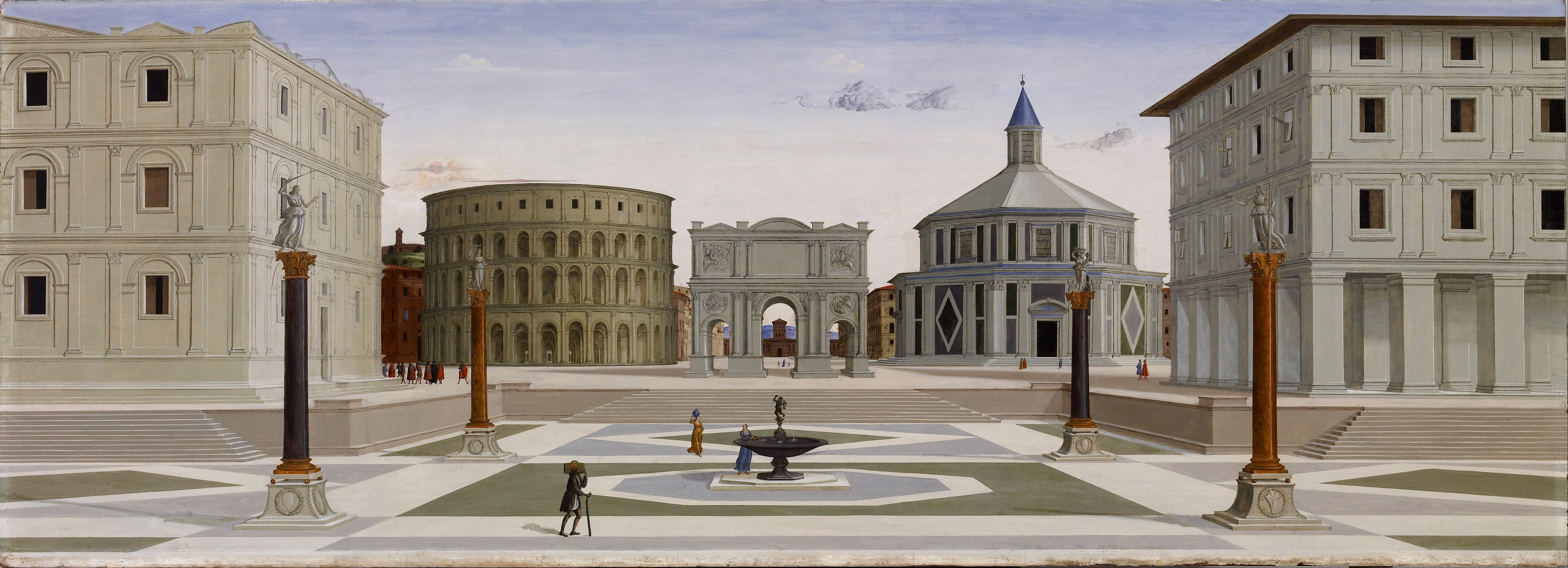
Идеальный город. Ок. 1480. Дерево, темпера, масло. Художественный музей Уолтерса. Балтимор, США
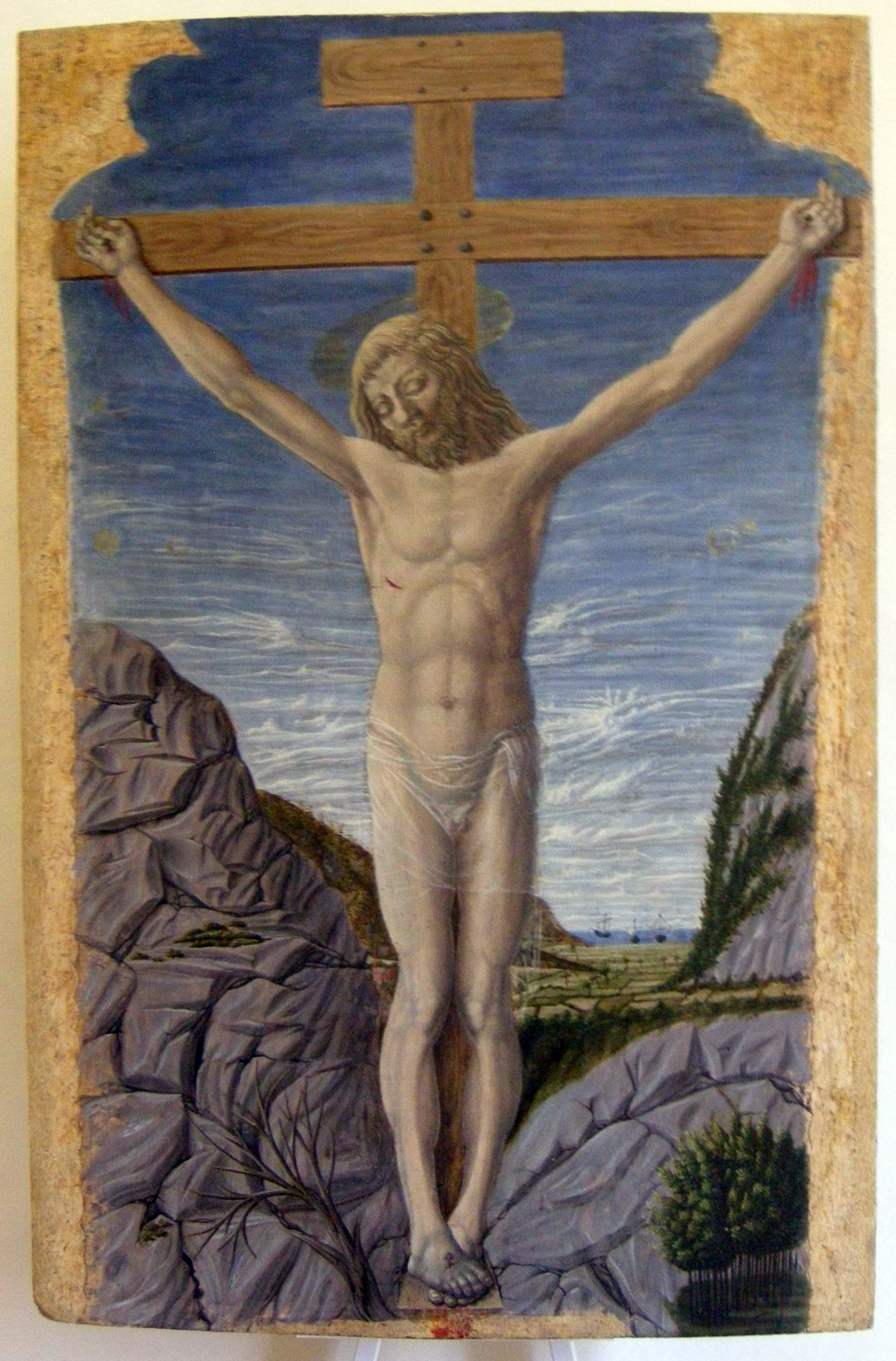
Распятие. 1440-е гг. Дерево, темпера. Палаццо Дукале, Урбино